# Gołąbek wiśniowoczerwony

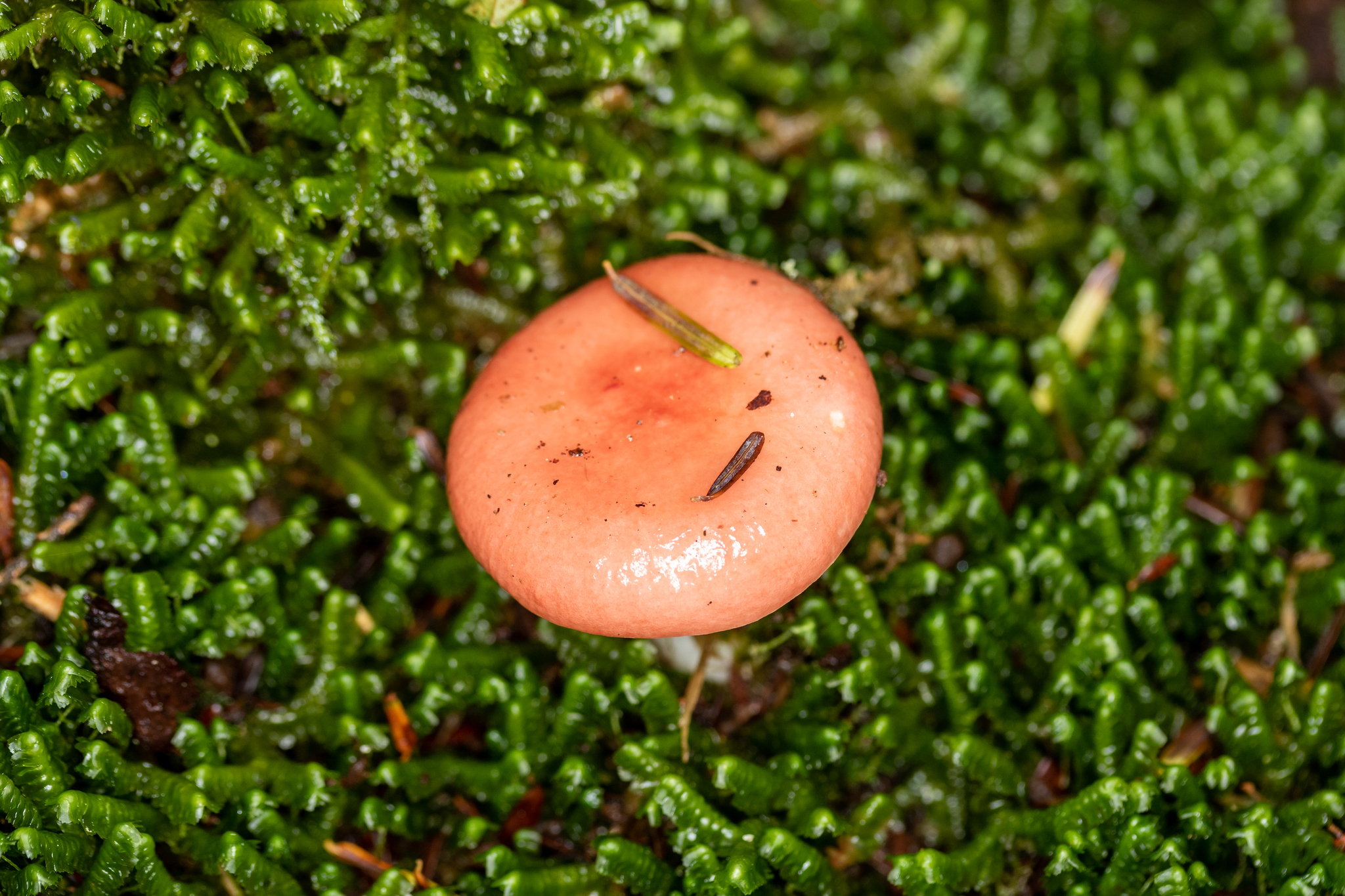

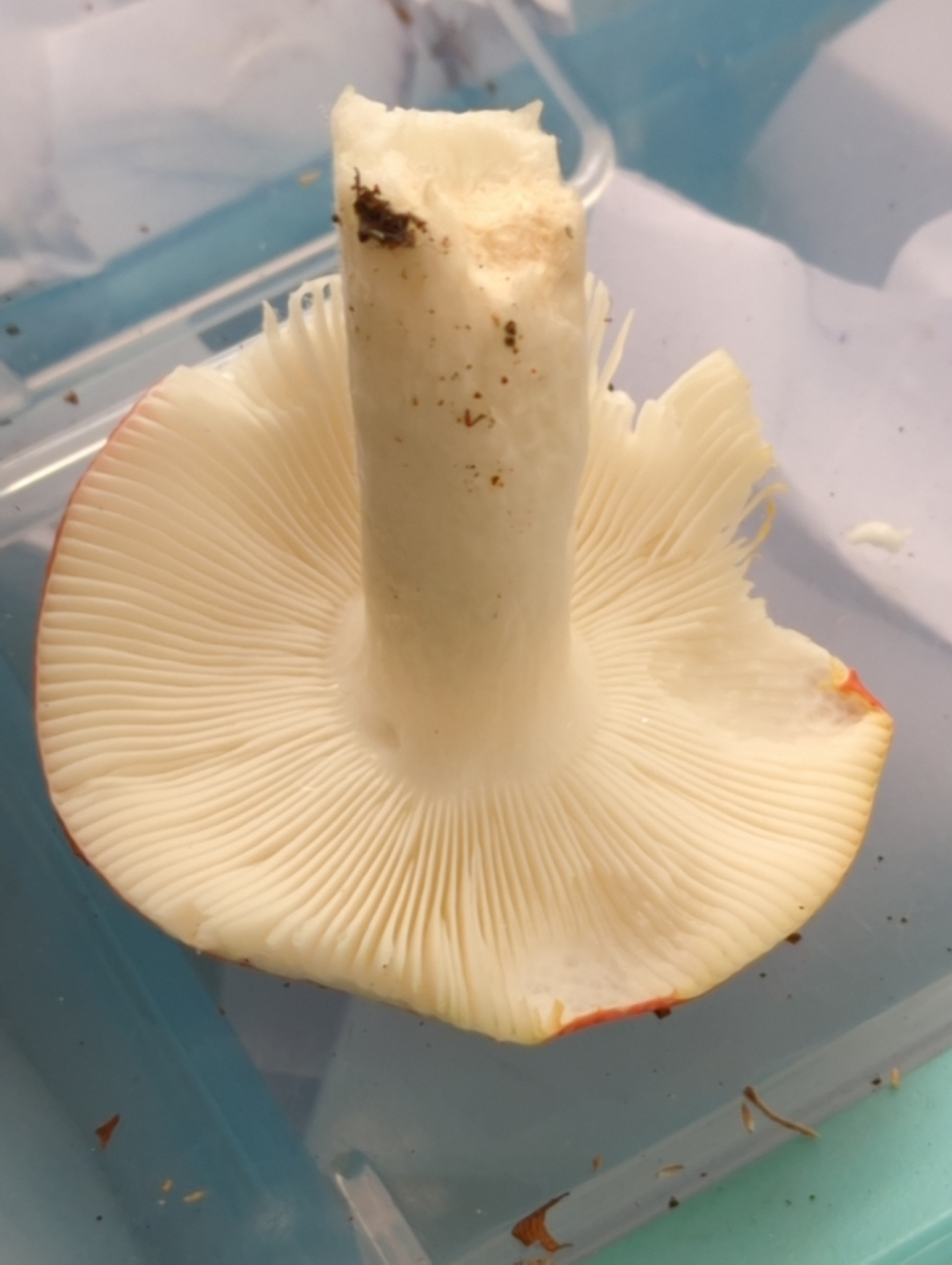

Gołąbek wiśniowoczerwony (Russula silvestris (Singer) Reumaux) – gatunek grzybów należący do rodziny gołąbkowatych (Russulaceae).

## Systematyka i nazewnictwo
Pozycja w klasyfikacji według Index Fungorum: Russula, Russulaceae, Russulales, Incertae sedis, Agaricomycetes, Agaricomycotina, Basidiomycota, Fungi.
Po raz pierwszy opisał go w 1924 r. jako odmianę gołąbka wymiotnego Russula emetica, nadając mu nazwę Russula emetica var. silvestris. W 1996 r. Remaux podniósł go do rangi odrębnego gatunku. Ma kilka synonimów, jednym z nich jest Russula emeticella (Singer) Romagn. 1962.
Polską nazwę zarekomendował Władysław Wojewoda w 2003 r. (dla naukowej nazwy Russula emeticella).

## Morfologia
Kapelusz
Średnica 2–6 cm, kruchy, początkowo kulisty, następnie rozszerzający się z zagłębionym środkiem. Brzeg przez długi czas podwinięty, regularny, bardzo tępy, początkowo gładki, później promieniście prążkowany. Powierzchnia początkowo jaskrawoczerwona, ale bardzo przebarwiająca się i później przybierająca w środku kremowe lub nawet jasnożółte odcienie, czasem też prawie cała biała lub tylko delikatnie cieniowana bardzo wyblakłym różem. Skórka tylko bardzo subtelnie ziarnista, lepka i błyszcząca, przynajmniej w środku, dająca się oddzielić u okazów słabo rozwiniętych tylko do połowy kapelusza, ale w stanie dorosłym czasami można ją obrać w całości, nawet ze środka.
Blaszki
U bardzo młodych osobników średnio gęste, u dojrzałych rzadkie, czasami z kilkoma wolnymi blaszeczkami, które mogą być dość długie i niezbyt często rozwidlone (niektóre okazy nie wykazują żadnych rozwidleń, nawet przy trzonie, inne wykazują kilka tu i ówdzie), sztywne, regularne, o szerokości 4–9 mm, początkowo czysto białe, następnie lekko sine lub sinokremowe. Ostrza równe i tej samej barwy.
Trzon
Wysokość 3–6 cm, grubość 0,5–1,2 cm, cylindryczny lub lekko rozszerzony pod blaszkami i często także maczugowaty pogrubiony u nasady, bardzo kruchy, nieodporny na nacisk palców, początkowo pełny, następnie mniej lub bardziej pusty, szczególnie u góry, lub watowaty. Powierzchnia czysto biała, zawsze bez różowego zafarbu, z tendencją do lekkiego żółknięcia, zwłaszcza po wyschnięciu, raczej błyszcząca, satynowa, drobno chropowata lub nawet pomarszczona, gdzieniegdzie siateczkowa.
Miąższ
Dość gruby, ale wyjątkowo kruchy, łamliwy, biały (często nawet pod skórką), jednak u osobników słabo rozwiniętych, gdzie naskórek jest jeszcze przyczepiony do środka, czasami jest lekko zabarwiony na różowo. Ma zapach kokosowy i wyraźnie cierpki smak, ale czasami dość powolny i ogólnie znośny. Pod działaniem formaliny staje się różowy, z gwajakolem reaguje słabo.
Wysyp zarodników
Biały.
Cechy mikroskopowe
Bazydiospory 7,7–9,7 × 6,5–7,7 µm, odwrotnie jajowate, pokryte licznymi, wąsko stożkowymi, dość ostrymi kolcami o długości do 1 µm, częściowo połączonymi siateczką łączników. Są wyraźnie amyloidalne z wyrostkiem wnęki 1–1,25 × 1–1,25 µm. Łysinka mniej lub bardziej zaokrąglona, słabo amyloidalna. Podstawki 40–50 × 11–12 µm, z 4 długimi sterygmami. Cystydy wrzecionowate, o wymiarach 58–110 × 10–12 µm, zwykle zakończone na górze tępym wyrostkiem, w sulfowanilinie w większości całkowicie czarne. W głębszych warstwach pod skórką są przewody mleczne, w epikutis smukłe włoski o szerokości 2–2,7 µm, z których niektóre wykazują oleistą, żółtawą zawartość. Dermatocystydy liczne, bardzo septowane. Środkowa warstwa blaszek z dużymi sferocytami o cienkich ściankach.

## Występowanie i siedlisko
Występuje w Ameryce Północnej, Europie i azjatyckich terenach Rosji. W Polsce W. Wojewoda w 2003 r. przytoczył dwa stanowiska, w późniejszych latach podano następne. Aktualne stanowiska podaje także internetowy atlas grzybów. Znajduje się w nim na liście gatunków zagrożonych i wartych objęcia ochroną.
Naziemny grzyb mykoryzowy. Występuje w jasnych lasach pod drzewami liściastymi i iglastymi (kasztan, dąb, sosna), często w poduszkach mchu bielistka siwa (Leucobryum glaucum) lub wśród mchów złotowłos strojny (Polytrichastrum formosum). Wydaje się być silnie związany z tymi mchami